# Allodiastylis cretata
Allodiastylis cretata is een zeekommasoort uit de familie van de Gynodiastylidae. De wetenschappelijke naam van de soort is voor het eerst geldig gepubliceerd in 1936 door Hale.